# Matt Barela
Matt Barela (Los Angeles, 1974) is een Amerikaans professioneel worstelaar die vooral bekend is van zijn tijd bij Total Nonstop Action Wrestling als Anarquia.
Voordat Barela voor TNA worstelde, was hij actief bij verschillende worstelpromoties zoals Ohio Valley Wrestling (OVW).

## Carrière

### Total Nonstop Action Wrestling (2011-2012)
Barela maakte zijn debuut voor Total Nonstop Action Wrestling (TNA) op 13 maart 2011, op Victory Road pay-per-view, waar hij zich inmengde in een "First Blood match" tussen Hernandez en Matt Morgan. Hij hielp Hernandez en won daardoor de wedstrijd. De eerstvolgende aflevering van Impact!, de alliantie Mexican America (Hernandez, Sarita en Rosita) moest worstelen tegen Morgan, Angelina Love en Winter in een "six person street fight". Barela trad de arena binnen en viel Morgan aan. Tijdens de Impact!-aflevering op 24 maart werd Barela officieel gepresenteerd als de nieuwste lid van de anti-Amerikaanse groep en kreeg de ringnaam Anarquia. Op 9 augustus versloeg Anarquia samen met Hernandez Beer Money, Inc. om het TNA World Tag Team Championship te winnen.
Op 27 april 2012 werd zijn TNA-profiel verwijderd en vier dagen later was zijn vertrek bevestigd.

## In worstelen
- Bijnaam
  - "Low Rider"

- Entree theme
  - "5150" van F.I.L.T.H.E.E. / Brickman Raw (TNA; 2011–heden)

## Prestaties
- Ohio Valley Wrestling
  - OVW Heavyweight Championship (2 keer)
  - OVW Southern Tag Team Championship (1 keer met Raúl Loco)

- Total Nonstop Action Wrestling
  - TNA World Tag Team Championship (1 keer met Hernandez)